# (7839) 1994 ND
1994 أن دي (ويعرف أيضًا باسم (7839) 1994 أن دي وفق تسمية الكوكب الصغير) (بالإنجليزية: 1994 ND)‏ هو كويكب ضمن حزام الكويكبات؛ وترتيبه 7839 من حيث الاكتشاف.
اكتُشف هذا الجُرم الفلكي بواسطة روبرت إتش ماكنوت في 3 يوليو 1994.

## وصلات خارجية
- (7839) 1994 ND في قاعدة بيانات مختبر الدفع النفاث لأجرام النظام الشمسي الصغيرة

- الاكتشاف · مخطط المدار ·  العناصر المدارية · المعلمات المادية

- (7839) 1994 ND على موقع ويكي سكاي: DSS2, SDSS, GALEX, IRAS, Hydrogen α, X-Ray, Astrophoto, Sky Map, Articles and images